# 오토만 루테넌트
오토만 루테넌트(The Ottoman Lieutenant)는 미국에서 제작된 조셉 루벤 감독의 2016년 드라마, 전쟁 영화이다. 미치엘 휘즈먼 등이 주연으로 출연하였다.

## 출연

### 주연
- 미치엘 휘즈먼
- 헤라 힐마

### 조연
- 조쉬 하트넷
- 벤 킹슬리
- 할루크 빌기네르
- 에피프 벤 바드라
- 제시카 터너
- 피터 호스킹

## 제작진
- 미술: 루카 트란치노
- 의상: 조안나 이트웰